# Cinematografia britanică
Regatul Unit are o industrie cinematografică semnificativă de peste un secol. În timp ce producția de film a atins un nivel record în 1936, "epoca de aur" a cinematografiei britanice este poziționată de obicei în anii 1940, când regizori ca David Lean, Michael Powell, (cu Emeric Pressburger) și Carol Reed au realizat filmele lor cele mai apreciate. Mulți actori britanici au devenit foarte cunoscuți la nivel mondial: Maggie Smith, Michael Caine, Sean Connery sau Kate Winslet. Unele dintre filmele cu cele mai mari încasări au fost făcute în Regatul Unit, inclusiv a doua și a treia serie de filme cu cele mai mari încasări (Harry Potter și James Bond).
Identitatea industriei britanice și relația sa cu Hollywoodul  a fost subiectul unor dezbateri. Istoria producției de film din Marea Britanie a fost adesea afectată de încercările de a concura cu industria americană. Cariera producătorului Alexander Korda  a fost marcată de acest obiectiv, Rank Organisation a încercat să facă acest lucru în anii 1940  și  Goldcrest în anii 1980. Numeroși regizori născuți în Marea Britanie, printre care Alfred Hitchcock și Ridley Scott și artiști ca Charlie Chaplin și Cary Grant au avut succes în primul rând prin munca lor din Statele Unite ale Americii.
În anul 2009 filmele britanice au avut încasări de circa 2 miliarde $ la nivel mondial și au atins o cotă de piață de aproximativ 7% la nivel global și 17% în Regatul Unit. Încasările la box-office-ul britanic au totalizat 1,1 miliarde £ în 2012.
Institutul Britanic de Film (British Film Institute - BFI) a realizat un sondaj pentru a realiza clasamentul cu cele mai mari 100 de filme britanice din toate timpurile (Lista BFI a celor mai bune 100 de filme britanice). Anual are loc decernarea premiilor BAFTA, eveniment găzduit de Academia Britanica de Film și Televiziune. Premiile BAFTA sunt considerate  ca fiind echivalentul britanic al  Premiilor Oscar.